# Фурманово (Костанайская область)
Фурманово (каз. Фурманов) — село в Костанайской области Казахстана. Находится в подчинении городской администрации Аркалыка. Административный центр Фурмановского сельского округа. Код КАТО — 391665100.

## Население
В 1999 году население села составляло 1515 человек (748 мужчин и 767 женщин). По данным переписи 2009 года, в селе проживало 1530 человек (742 мужчины и 788 женщин).

## Транспорт
Через село проходит железная дорога Есиль - Аркалык. 
На территории села располагается железнодорожная станция "Фурмановский".
Имеется одноэтажный железнодорожный вокзал.
Также по территории села проходит внутри районная дорога соединяющий с селом Уштобе, неподалеку от села проходит республиканская трасса Петропавловск - Жезказган.

## Промышленность
Основное промышленность села - это выращивания и переработка зерна. На территории села расположен зерновой элеватор.